# Gregori Maria Sunyol i Baulenes
Gregori Maria Sunyol i Baulenes, spanisch Gregorio Maria Suñol y Baulenas, mit bürgerlichem Namen Ramon Sunyol i Baulenes, OSB (* 7. September 1879 in Barcelona; † 26. Oktober 1946 in Rom) war ein katalanischer Musikwissenschaftler, Spezialist für Gregorianischen und Ambrosianischen Choralgesang und Mönch des Klosters Montserrat.

## Leben und Werk
Nach einer ersten schulischen Ausbildung an einer Jesuitenschule in Barcelona absolvierte Gregori Maria Sunyol ab 1893 eine Ausbildung an der Escola de Montserrat. Im Jahr 1900 trat Suñol in den Benediktinerorden ein. Nach Abschluss seiner theologischen Studien wurde Sunyol 1902 zum Presbyter geweiht. Bald widmete er sich dem Gregorianischen Gesang und erweiterte diesbezüglich sein Wissen in der Abtei Solesmes bei André Mocquereau und Joseph Pothier.
Von 1907 bis 1928 leitete er den Mönchschor von Montserrat. Er war Prior und wurde auch später Titularabt des Klosters. Er organisierte zahlreiche Kurse und Kongresse zum Thema Gregorianischer Gesang. Im Jahr 1931 wechselte er auf Wunsch von Kardinal Alfredo Ildefonso Schuster nach Mailand, wo er die Nova Scuola Arcivescovile Superiore di Musica Sacra de Milà leitete und den Ambrosianischen Gesang restaurierte. 1938 wurde er zum Präsidenten des Pontificio Istituto di Musica Sacra (Päpstliches Institut für geistliche Musik) und zum Berater der Kongregation für den römischen Ritus ernannt. 1942 wurde ihm der Ehrentitel Abat von Santa Cecília de Montserrat verliehen.
Seine bemerkenswertesten Werke sind die Método completo de ... canto gregoriano (1905, Komplette Methode für den Gregorianischen Gesang), ein mehrfach veröffentlichtes Werk, El cant dels romeus (1917, Der Gesang der Rompilger aus dem 14. Jahrhundert), eine Einführung in die gregorianische Musikpaläographie (1925), die Geschichte des okzidentalen liturgischen Gesangs (1933) und das Werk Cantus Missalis Ambrosiani (1933).